# Ernst Maurig von Sarnfeld
Ernst Maurig von Sarnfeld (1. října 1860 Vídeň – 1. srpna 1919 Curych) byl rakousko-uherský diplomat. Ve službách ministerstva zahraničí působil od roku 1882, později byl c. k. generálním konzulem v Kalkatě (1900–1906), Varšavě (1909–1911) a nakonec v Curychu (1911–1918). Krátce po zániku monarchie spáchal sebevraždu. Sňatkem byl spřízněn s uherskou šlechtickou rodinou Serényiů.

## Životopis
Narodil se jako mladší syn diplomata Antona Mauriga (1818–1887), c. k. generálního konzula v Marseille. Původně krátce sloužil v c. k. armádě, kde byl v roce 1881 povýšen na poručíka. Poté vstoupil do státních služeb a začínal jako nižší úředník u dolnorakouského místodržitelství ve Vídni. Mezitím studoval francouzštinu a angličtinu a v roce 1882 nastoupil na ministerstvo zahraničí, kde později dosáhl titulu ministerského rady. V letech 1889–1891 znovu krátce sloužil v armádě a u 39. praporu c. k. zeměbrany v Litoměřicích byl povýšen na nadporučíka. Poté se vrátil na ministerstvo zahraničí, kde byl dvorním a ministerským radou I. třídy a v roce 1898 byl rakousko-uherským delegátem při slavnostním otevření železnice v belgické kolonii Kongo.
V letech 1900–1905 byl generálním konzulem v Kalkatě, kde významně přispěl k rozšíření obchodu mezi Indií a Rakousko-Uherskem. Po návratu do Evropy byl obchodním ředitelem na velvyslanectví v Londýně (1906–1909) a v letech 1909–1911 zastával funkci generálního konzula ve Varšavě. V roce 1911 byl krátce obchodním ředitelem na velvyslanectví v Berlíně, ale ještě téhož roku byl přeložen jako geneální konzul do Curychu, kde strávil sedm let (1911–1918). Za první světové války organizoval transporty rakousko-uherských válečných zajatců z Itálie. Po zániku monarchie zůstal v Curychu, kde krátce poté spáchal sebevraždu.

## Rodina
Oženil se 28. října 1901 ve Štýrském Hradci, jeho manželkou se stala hraběnka Marie Luisa Serényiová (1858–1919), dcera Jana Alfonse Serényiho a sestřenice dlouholetého moravského zemského hejtmana Otto Serényiho. Marie Luisa byla před sňatkem čestnou dámou Ústavu šlechtičen v Brně. Manželství zůstalo bezdětné a Marie Luisa zemřela v Curychu krátce po Ernstově sebevraždě.
Jeho starší bratr Ferdinand Maurig von Sarnfeld (1856–1905) byl státním úředníkem u českého místodržitelství a nakonec dlouholetým okresním hejtmanem v Karlových Varech (1892–1905).

## Tituly a ocenění
Od dětství užíval šlechtický titul rytíře s predikátem Maurig von Sarnfeld, který získal jeho otec v roce 1867. Během svého působení v diplomatických službách získal několik vyznamenání v Rakousku-Uhersku i v zahraničí.

### Rakousko-Uhersko
- Jubilejní pamětní medaile (1898)
- komtur Řádu Františka Josefa (1908)
- Vojenský jubilejní kříž (1908)
- rytířský kříž Leopoldova řádu (1916)

### Zahraničí
- rytíř Řádu čestné legie (Francie)
- rytíř Řádu Albrechtova (Sasko)
- důstojník Řádu rumunské hvězdy (Rumunsko)
- rytíř Řádu württemberské koruny (Württembersko)
- Řád svaté Anny III. třídy (Rusko)
- rytíř Řádu San Marina (San Marino)
- Řád lva a slunce V. třídy (Persie)